# 1 Hopeful Rd.
1 Hopeful Rd. là album phòng thu thứ ba của Vintage Trouble, được phát hành vào ngày 14 tháng 8 năm 2015 bởi Blue Note Records.

## Đón nhận
| Đánh giá chuyên môn | Đánh giá chuyên môn |
| Điểm trung bình     | Điểm trung bình     |
| Nguồn               | Đánh giá            |
| ------------------- | ------------------- |
| AnyDecentMusic?     | 5.7/10              |
| Metacritic          | 61/100              |
| Nguồn đánh giá      |                     |
| Nguồn               | Đánh giá            |
| Drowned in Sound    | 4/10                |
| The Guardian        | [ 4 ]               |
| Paste               | 7/10                |

1 Hope Rd. nhận được nhiều ý kiến trái chiều từ các nhà phê bình. Trên Metacritic, album giữ số điểm 61/100 dựa trên 4 đánh giá, cho thấy "nói chung các đánh giá là có thiện cảm."

## Danh sách ca khúc
| STT              | Nhan đề                                    | Thời lượng |
| ---------------- | ------------------------------------------ | ---------- |
| 1.               | "Run Like the River"                       | 3:40       |
| 2.               | "From My Arms"                             | 3:01       |
| 3.               | "Doin' What You Were Doin'"                | 4:02       |
| 4.               | "Angel City, California"                   | 2:54       |
| 5.               | "Shows What You Know"                      | 4:12       |
| 6.               | "My Heart Won't Fall Again"                | 3:22       |
| 7.               | "Another Man's Words"                      | 4:51       |
| 8.               | "Strike Your Light" (ft. Kamilah Marshall) | 3:27       |
| 9.               | "Before the Tear Drops"                    | 3:26       |
| 10.              | "If You Loved Me"                          | 3:24       |
| 11.              | "Another Baby"                             | 2:35       |
| 12.              | "Soul Serenity"                            | 3:58       |
| Tổng thời lượng: | Tổng thời lượng:                           | 42:52      |

## Xếp hạng
| Bảng xếp hạng (2015)                    | Vị trí cao nhất |
| --------------------------------------- | --------------- |
| Album Áo (Ö3 Austria)                   | 26              |
| Album Bỉ (Ultratop Vlaanderen)          | 100             |
| Album Bỉ (Ultratop Wallonie)            | 96              |
| Album Hà Lan (Album Top 100)            | 44              |
| Album Pháp (SNEP)                       | 109             |
| Album Đức (Offizielle Top 100)          | 43              |
| Album Thụy Sĩ (Schweizer Hitparade)     | 6               |
| Album Anh Quốc (OCC)                    | 14              |
| Album Hoa Kỳ Heatseekers (Billboard)    | 3               |
| Album Hoa Kỳ Top Tastemaker (Billboard) | 25              |
| Album Hoa Kỳ Top Rock (Billboard)       | 28              |
|                                         |                 |